# Gangar
För den norska folkrockgruppen se Gangar (band)
Gangar är en norsk folkmusik och folklig dans till jämn takt (2/4, 4/4). Det finns varianter från olika dalar och fylken. 
I Telemark dansas telegangar med huvudsakligen samma turer som används i telespringar. (Telespringar går i 3/4 takt och är en variant av slängpolska.)